# بيتر روبنسون (ممثل)
بيتر روبنسون (بالإنجليزية: Peter Robinson)‏ هو لاعب سيرك ‏ وممثل أمريكي، ولد في 8 أبريل 1874، وتوفي في 1956.

## أعمال

### أفلام
- (1932) فريكس

## وصلات خارجية
- بيتر روبنسون على موقع IMDb (الإنجليزية)
- بيتر روبنسون على موقع قاعدة بيانات الفيلم (الإنجليزية)